# دیوید تامسون (منتقد فیلم)
دیوید تامسون (انگلیسی: David Thomson؛ زادهٔ ۱۸ فوریه ۱۹۴۱) منتقد و مورخ فیلم بریتانیایی است که در ایالات متحده اقامت دارد. او نویسندهٔ بیش از ۲۰ کتاب است.
آثار مرجع او — آیا تا به حال دیده‌ای…؟ : معرفی شخصی ۱۰۰۰ فیلم (۲۰۰۸) و فرهنگ بیوگرافی جدید فیلم (چاپ ششم، ۲۰۱۴) — به‌عنوان آثاری با شایستگی ادبی بالا (علیرغم برخی انتقادها به‌دلیل زیاده‌روی) تحسین شده‌اند. بنجامین شوارتز، که در آتلانتیک می‌نویسد، او را «احتمالاً بزرگ‌ترین منتقد و مورخ فیلم در قید حیات» می‌نامد که «از زمان پالین کیل سرگرم‌کننده‌ترین و جذاب‌ترین نثر را در مورد فیلم‌ها می‌نویسد». جان بانویل او را «بزرگ‌ترین نویسنده زندهٔ دربارهٔ سینما» نامید و مایکل اونداتیه گفت، او «جدال‌آفرین و قابل اعتمادترین مورخ سینمای ماست.» در سال ۲۰۱۰، فرهنگ بیوگرافی جدید فیلم در نظرسنجی سایت اند ساوند به‌عنوان بهترین کتاب سینما معرفی شد. رمان مظنونان او نیز در نظرسنجی رای آورد.